# Gál Árpád (zeneszerző)
| Kattints az alábbi külső linkek egyikére! | Kattints az alábbi külső linkek egyikére! |
| ----------------------------------------- | ----------------------------------------- |
| Nem található szabad kép.(?)              |                                           |
| külső link · jogvédett                    | Gál Árpád portréja                        |

Gál Árpád (Székelyudvarhely, 1935. augusztus 8. – Csíkszereda, 1972. szeptember 6.) magyar zeneszerző.

## Élete
Négygyerekes család legkisebb gyerekeként született. Édesapja Gál József volt, Szejkefürdő gondnoka. Családjával 1948-ban Csíkszeredába költözött. 1950-ig a Művészeti Középiskola balett szakán tanult Marosvásárhelyen, majd nyolcadikos gimnazista korától a csíkszeredai Márton Áron Gimnáziumban folytathatta tanulmányait, itt érettségizett 1954-ben. Ekkor családjával együtt a gimnázium alagsorában lakott, mivel édesapja az iskola pedellusává vált.
Már diákévei alatt elkezdett komponálni és verseket írni; zenei téren rohamosan fejlődött annak ellenére, hogy egyedül tanult zongorázni, és hogy egészen 1965-ig, a konzervatóriumi tanulmányainak kezdetéig nem kapott nevelést ilyen téren.

„Mindenben ő volt a legügyesebb. Halászott, hokizott, rajzolt, kosárlabdázott, biliárdozott, csak gombfociban tudták legyőzni, abban második lett. Puskázni is nagyszerűen tudott azokból a tárgyakból, amelyekből magolni kellett volna. Soha nem kapták el. Nem voltak különösen jó jegyei, de soha nem állt bukásra.”

– egykori padtársa, a Sepsiszentgyörgyön élő Fodor Pál

1954-ben, érettségi után a rajoni kultúrházban kezdett el dolgozni. A fennmaradt levelekből kimutatható, hogy legelső szerzeményeit 1955-ben küldte el a kolozsvári területi rádió stúdiójába.

„Március hónaptól kezdve a rajoni kultúrháznál voltam állásban augusztus 31-ig. Ezen idő alatt megtanultam, hogy sehol sem a munka számít, hanem az, hogy kinek milyen nagy dumaképessége van. Sajnos én a kultúrházhoz azért mentem, hogy kifejthessem – ha egyáltalán létezik – művészi tehetségem. Erre azonban nem került sor, mert mindent csináltam: plakátot festettem és ragasztottam, hordár voltam, hajcsár voltam, mozgatható eszköz voltam, stb. egyszóval minden voltam, csak nem művészeti felelős. Annak ellenére, hogy jó fizetést kaptam, augusztus után már nem bírtam a semmittevést. Inkább lettem volna 300 lejért művészeti felelős, mint 600 lejért „lógóhajcsár”, mert az csak természetes, hogy az ember ilyen unalmas és változatlan munka alatt megszereti a lógást.”

– Gál Árpád naplójából, 1956. október 21.

1957-ben „felcsapott cirkuszistának”, ám ez a foglalkozása mindössze néhány hónapon át tartott. Ez idő alatt is végig komponált, több dalt is szerzett ekkor, többek közt a Tavasz van és a Viszontlátásra, kedves kis városunk címűeket.

„Mint általában, most is a véletlen közbejött, hogy rövid, de változatos pályafutásom új fordulatot vegyen – olvasható naplójában. – Városunkba érkezett a „Smaranda” cirkusz, ahol Éva és Iván magyar művészek is felléptek. Mivel nem volt megfelelő a cirkusz zenekara, engem kértek meg, hogy kísérjem őket tangóharmonikával. Két-három nap alatt nagyon megbarátkoztunk, amely barátságot nem lehet futólagos barátságnak nevezni. Azt ajánlották fel, hogy menjek velük tovább kísérni őket, és vegyek magamnak egy harmonikát. Megvallom, kezdetben őrült ötletnek tartottam az egészet, féltem szüleim haragjától, de legfőképpen az emberek szájától. Mégis itt vagyok, és ezen változtatni nem lehet, nem is akarok. Nagyon jól érzem magam az artisták között, kedves népek...”

– Gál Árpád naplójából, 1957. május 3.

1958. január 24-én már ezt írta naplójába:

„Jelenleg itthon vagyok, nagyritkán írogatok és tanulok. Levelezek Budapesttel és Novi-Száddal. Eddig semmi eredmény, de lesz majd! Megszakítottam minden diplomáciai kapcsolatot a Rajoni Kultúrházzal és aljas pribékjeivel. Kevesen értenek meg és idővel rájönnek, hogy nekem van igazam. Nincs szükségem senkire, semmire, csak nyugalomra.”

– Gál Árpád naplójából, 1958. január 24.

Sajnos naplójegyzetei itt nagyjából megszakadtak, ezutáni életéről már mindössze fennmaradt kéziratokból, levelezésből, a család és a barátok elbeszéléséből következtethetünk.
Egy máig is fennmaradt munkahelyi igazolásból tudjuk, hogy 1960. április 1-jén – kiábrándultsága ellenére– újból a csíkszeredai kultúrház alkalmazottja lett, és élete végéig a kultúrmunka elkötelezettje maradt. Mindeközben folytonosan dalokat szerez, és beküldi őket sorozatosan a területi rádióknak, a bukaresti rádiónak, a Magyar Rádiónak, valamint a Zeneszerzők Szövetségének. Ennek ellenére kevés sikerben és sok elutasításban volt része.

„Levelét és szerzeményeit megkaptuk. S e levél egyben hivatalos igazolás is az ön részére, hogy „A mama mindent tud” c. számát április hó folyamán a Magyar Rádió tánczenekara Buss Gyula énekével felvette. A számot állandóan műsoron tartjuk, egy-két hetenként tánczene műsorainkban is előfordul.”

– a Magyar Rádió levele Gál Árpádnak

1964-ben több dalbetétet is komponált a Sepsiszentgyörgyi Állami Magyar Színház számára, a Zizi címet viselő színdarabhoz. 1965-ben a kolozsvári Gheorghe Dima Zeneakadémia zeneszerző-karmesteri szakán folytatta tanulmányait. Azonban Csíkszereda városában olyannyira fontos személyiség volt, hogy karmester hiányában 1968 novemberében Hargita megye Művelődési Tanácsa visszahívta. Ennek következtében tanulmányait csak levelező tagozaton folytatja tovább, és sosem fejezi be.
A Szaktanács munkatársaként kötelező módon párttag is kellett legyen, így állandóan járt annak gyűléseire: jegyzetelt, de jegyzetfüzetei a soros feladatokon kívül más témájú feljegyzésekkel, rajzokkal és kottákkal is töltve voltak. Az egyik 1968-as füzetében két vicc is található: „– Hogyan építik a csehek a szocializmust?/– Megszállottan.” vagy „Két süket beszélget: – Hallottad? Az oroszok felmentek a Holdra. – Mind?”.
Ugyancsak 1968-ban elküldte szerzeményeit Rátonyi Róbertnek, akitől ez év október 23-án a következő levelet kapja válaszként:
„Kedves Gál úr! Mindenekelőtt megköszönöm bizalmát, hogy szerzeményével rám gondolt. A megkésett válasz oka, hogy most érkeztem haza bécsi vendégszereplésemről és holnapután indulok két hónapra Amerikába. Tehát elég nagy munkában vagyok, de mégis szeretném összefoglalni az alábbiakat, röviden: Szerzeménye kitűnő és tehetsége nem mindennapi!!! Ez a szövegből és a zenéből világosan kiderül. Én a magam részéről mindent el fogok követni, hogy tehetségét kamatoztassuk. Addig is arra kérem, ha valami érdekes témája, vagy ötlete van, küldje el! Szeretettel üdvözli, Rátonyi Róbert.”
Később személyesen is megismerkedett a művésszel, több levelet is váltottak, és Rátonyi elő is adott neki szerzeményeiből.
Ez volt Gál karrierjének minden bizonnyal legtermékenyebb korszaka: többek közt a Népi Alkotások Házának munkatársaként járta a vidéket, népdalokat gyűjtött, bábáskodott a Hargita Együttes születésénél, kórust vezetett és gyerekeket tanított. Az 1970-es Siculus Táncdalfesztiválra is benevezett, azonban már ezen év folyamán betegeskedni kezdett. Prosztatarákja miatt utolsó egyetemi vizsgáit sem tette le, sokat volt kórházban. Elhatalmasodott rajta a betegség, áttétei is voltak a tüdőre, végtagokra. Ennek ellenére több alkalommal is előfordult, hogy kihozták a kórházból, hogy vezényelje le a kórus fellépését, és utána ment vissza. Így történt a halálát megelőző néhány nap egyikén is – emlékezett vissza Nagy P. Zoltán fényképész, aki egyik utolsó portréját készítette róla halála előtt.
1972-ben, fiatalon hunyt el. Ugyanezen év szeptember 9-én temették el a Művelődési Ház kisterméből  csíkszeredai régi temetőbe.

### Emlékezete
1973-ban emlékestet tartottak kórusműveiből. 1997-ben, halálának 25. évfordulóján egy Sárpátki Ágnes által rendezett esztrádműsor keretén belül táncdalaiból is hallhatott néhányat a csíkszeredai közönség. Ezen kívül egy emlékplakettet is elhelyeztek emlékére a Városi Művelődési Ház falán.

## Művei
Közismert alkotásai a Hajrá, fiúk, csíki gyerekek című csíki hokihimnusz, valamint a Márton Áron Gimnázium iskolahimnusza. Ennek ellenére számos gyerekdalt, kórusművet és színházi dalbetétet is komponált.